# Codice di prevenzione incendi
Il codice di prevenzione incendi, emanato con il decreto del Ministero dell'Interno 3 agosto 2015, è una norma italiana in materia di prevenzione e protezione incendi, sulla cui applicazione vigila il Corpo nazionale dei vigili del fuoco

## Ambito di applicazione
Il Codice può essere applicato alle attività di cui all'Art. 2 del decreto stesso, prevalentemente per attività industriali applicando la regola tecnica orizzontale (RTO) e per quelle provviste di regola tecnica verticale (RTV) come Uffici, Alberghi ed Autorimesse. Il campo di applicazione, negli anni viene ampliato con la pubblicazione di RTV.

## Coordinamento con la normativa statale
Il codice si pone  come alternativa a:
- Disposizioni di p.i. di cui all’art. 15 co. 3, del D.Lgs n. 139/2006 e quindi anche ai criteri generali di p.i. di cui al DM 10 marzo 1998.

Alle seguenti regole tecniche:
- DM 15 marzo 2005 “Reazione al fuoco”
- DM 9 marzo 2007 “Prestazioni di resistenza al fuoco”
- DM 16 febbraio 2007 “Classificazione di resistenza al fuoco”
- DM 20 dicembre 2012 “Impianti di protezione attiva”
- DM 9 aprile 1996 "Regola tecnica di prevenzione incendi per la costruzione e l'esercizio delle attività ricettive turistico-alberghiere"
- DM 22 febbraio 2006 "Regola tecnica di prevenzione incendi per la progettazione, la costruzione e l'esercizio di edifici e/o locali destinati ad uffici"
- DM 1 febbraio 1986 "Norme di sicurezza antincendi per la costruzione e l'esercizio di autorimesse e simili"
- e tante altre...

## Le innovazioni del codice
È uno strumento evoluto per l'ottenimento degli obiettivi di sicurezza antincendio, caratterizzato da un linguaggio unico allineato con gli standard Europei.  Le strategie antincendio sono interconnesse e livelli di prestazione modulabili e garantiscono sempre gli obiettivi di sicurezza, esso infatti permette n-soluzioni progettuali, grazie alla “combinazione” ed alla “sinergia” delle misure antincendio.

## Ipotesi fondamentali
In condizioni ordinarie, l'incendio di un'attività si avvia da un solo punto di innesco. Escluso l'incendio doloso o eventi estremi (es. catastrofi, azioni terroristiche, ...)
Il rischio di incendio di un'attività non può essere ridotto a zero. Le misure antincendio sono selezionate per minimizzare il rischio di incendio, in termini di probabilità e di conseguenze, entro limiti considerati accettabili.

## Progettazione antincendio con il Codice
Il Codice utilizza la nuova metodologia consistente nell’individuazione di livelli prestazionali (I, II, II, IV, ...), introdotta per la prima volta in Italia nel campo della resistenza al fuoco con il DM 9/3/2007, estendendola a tutte le altre “misure antincendio” (Reazione al fuoco, compartimentazione, esodo, gestione della sicurezza, controllo dell'incendio, ...). Esso in taluni casi può prevedere notevoli “vantaggi”, esempi:
- Resistenza al fuoco: per il livello I è possibile prescindere dalle verifiche in caso di costruzioni isolate e occupate da personale addetto per brevi periodi. È sufficiente evitare conseguenze all’esterno per collasso strutturale mediante distanza di separazione.
- Esodo: può prevedere un numero di vie d’esodo molto inferiore rispetto a quanto richiesto con le attuali regole tecniche.
- Controllo dell'incendio: per il livello II è sufficiente per determinate attività (non affollate, carico d’incendio moderato, compartimenti ≤ 4000 m², sostanze non pericolose, ...) la protezione solo con estintori, evitando la rete idrica antincendio, di norma richiesta per attività soggette secondo gli attuali criteri di sicurezza antincendio.

## Fasi della progettazione
1. Valutazione del rischio (stabilire i profili di rischio Rvita, Rbeni e Rambiente)
2. Attribuzione livelli di prestazione (I, II, III, IV, ...)
3. Per ogni misura antincendio sono specificati i criteri di attribuzione del livelli di prestazione.
4. Scelta soluzioni progettuali (Per ogni livello di prestazione sono specificate soluzioni conformi e soluzioni alternative.

## Benefici dell'utilizzo del codice
- Standardizzazione del linguaggio e delle misure di prevenzione incendi;
- Maggiore comprensione del problema: l’applicazione delle Regole Tecniche presuppone la conoscenza del Codice;
- Una ragionevole flessibilità: approccio semi-prestazionale.
- Soluzioni a più gradi di libertà.

## Approccio ingegneristico alla sicurezza antincendio
Il codice rappresenta un punto di svolta sull'approccio ingegneristico in Italia, a tutti gli effetti lo svincola da incartamenti burocratici e lo rende decisamente più flessibile ed applicabile in quanto individuato come Soluzione Alternativa alle strategie antincendio adottate.